# 西淡仮出入口
西淡仮出入口（せいだんかりでいりぐち）は、1985年（昭和60年）6月8日から1987年（昭和62年）10月7日まで兵庫県三原郡西淡町（現・南あわじ市）志知奥に存在した本州四国連絡道路（現・神戸淡路鳴門自動車道）の仮出入口である。
淡路島南ICから2.8km上り方（神戸西IC起点71.2km）にあった。現在近隣には南あわじ市衛生センターがある。洲本IC～本仮出入口間の開通に伴い廃止された。
当時の料金収受方法は通行券は使用せず、本仮出入口でここから淡路島南ICまでの料金と南淡路有料道路の料金（阿那賀区間）を併せて収受し、そこから鳴門北ICまでの料金は鳴門北ICで収受していた。

## 接続していた道路
- 兵庫県道477号阿那賀市線（うずしおライン）

## 隣
本州四国連絡道路
西淡仮出入口 - 淡路島南IC/PA